# Spletišče
Spletišče (tudi spletno mesto) je več spletnih strani in drugih vsebin, povezanih v celoto preko enotnega URL-ja. Spletišče je nameščeno na enem ali več spletnih strežnikov in dostopno preko interneta s protokolom HTTP.
Celoti javno dostopnih spletišč rečemo splet, oziroma svetovni splet.